# Лопушна (гора)
Лопушна — гора в Украинских Карпатах, в массиве Горганы, одна из вершин хребта Сивуля. Расположена в Ивано-Франковской области, на границе Ивано-Франковского и Калушского районов.
Высота 1772 м. Подножие и склоны покрыты лесами. Северо-восточные и юго-западные склоны очень крутые. Распространены каменные осыпи и криволесье из сосны горной .
К юго-востоку расположена самая высокая гора хребта Сивули — Большая Сивуля (1836 г.).
Ближайшие населенные пункты: Осмолода, Старая Гута, Быстрица.